# Utetheisa perryi
Utetheisa perryi là một loài bướm đêm thuộc phân họ Arctiinae, họ Erebidae.